# AN/SPG-55
AN/SPG-55 являлся радаром поиска целей/наведения ракетных комплексов RIM-2 Terrier и RIM-67 Standard (ранних типов SM-1ER/SM-2ER). Применялся для наведения на цель ЗУР снабженных системой наведения на многих судах, включая авианосцы типа «Китти-Хок», крейсера типа «Белкнап», ракетные крейсера типа «Леги» и Эскадренные миноносцы типа «Кунц». Также он применялся на единственных в своих типах судах с ядерными силовыми установками: USS Long Beach (CGN-9), USS Bainbridge (CGN-25) и USS Truxtun (CGN-35). SPG-55 представляла собой часть системы контроля ракетных пусков Mk 76. Сканирование производится в ручном полуавтоматическом или автоматическом режиме. Разработан инженерами компании Sperry Gyroscope совместно с RCA Laboratories и Лабораторией прикладной физики Университета Джонса Хопкинса, изготовлением и сборкой комплектующих занималась компания Sperry Gyroscope.

## Наименование
Буквы «AN» обозначают «Army-Navy» (Армия-Флот), в то же время «SPG» не является сокращением, а представляет собой код по системе MIL-STD-196E Type Designation System:
- Первая буква (тип носителя) — S = Вода (надводные суда)
- Вторая буква (тип оборудования) — P = Радар
- Третья буква (назначение) — G = Контроль огнём или поиск целей

## Разновидности
- AN/SPG 55 — Начальная версия, с поддержкой наводимых по лучу ракет Terrier.
- AN/SPG 55A — С поддержкой наводимых по лучу ракет Terrier
- AN/SPG 55B — С поддержкой наводимых по лучу ракет Terrier а также новых ракет RIM-67 Standard.